# Eleccions a Eslovènia
Eleccions a Eslovènia dona informació de les eleccions i resultats electorals a Eslovènia.
Eslovènia escull a nivell nacional un cap d'estat - el president - i una legislatura. El president és elegit per cinc anys per vot popular. L'Assemblea Nacional d'Eslovènia (Državni zbor) té 90 membres, elegits per a quatre anys, 88 d'ells elegits pel sistema mixt de representació proporcional i 2 membres elegits per les minories ètniques pel Mètode Borda.
Eslovènia té un sistema multipartidista, amb nombrosos partits dels quals generalment cap d'ells pot governar en solitari, raó per la qual gairebé sempre es governa en coalició.

## Resultats electorals
Resultat de les eleccions de 3 d'octubre de 2004 a l'Assemblea Nacional d'Eslovènia 
| Partits                                                                                             | Vots      | %    | Escons |
| --------------------------------------------------------------------------------------------------- | --------- | ---- | ------ |
| Partit Democràtic Eslovè (Slovenska demokratska stranka, SDS)                                       | 281,710   | 29.1 | 29     |
| Liberal Democràcia d'Eslovènia (Liberalna demokracija Slovenije, LDS)                               | 220,848   | 22.8 | 23     |
| Llista Unida dels Socialdemòcrates (Združena Lista socialnih demokratov, ZLSD)                      | 98,527    | 10.2 | 10     |
| Nova Eslovènia – Partit Cristià Popular (Nova Slovenija – Kršcanska ljudska stranka, NSi)           | 88,073    | 9.0  | 9      |
| Partit Popular Eslovè (Slovenska ljudska stranka, SLS)                                              | 66,032    | 6.8  | 7      |
| Partit Nacional Eslovè (Slovenska nacionalna stranka, SNS)                                          | 60,750    | 6.3  | 6      |
| Partit Democràtic dels Pensionistes d'Eslovènia (Demokraticna stranka upokojencev Slovenije, DeSUS) | 39,150    | 4.0  | 4      |
| Eslovènia Activa (Aktivna Slovenija)                                                                |           | 3.0  | -      |
| Eslovènia és Nostra (Slovenija je naša, SJN)                                                        |           | 2.6  | -      |
| Partit dels Joves d'Eslovènia (Stranka mladih Slovenije, SMS)                                       |           | 2.1  | -      |
| Minories ètniques hongareses i italianes                                                            |           |      | 2      |
| Total (participació 60.5 %)                                                                         | 991,123   |      | 90     |
| Ciutadans amb dret de vot                                                                           | 1,634,402 |      |        |
| Font: Center Vlade za Informatiko.                                                                  |           |      |        |

Resultat de les eleccions presidencials eslovenes del 10 de novembre i 1 de desembre de 2002 
| Candidat - partit                                              | Vots 1a volta | %     | Vots 2a volta | %     |
| -------------------------------------------------------------- | ------------- | ----- | ------------- | ----- |
| Janez Drnovšek - Liberal Democràcia d'Eslovènia                |               | 44.4  |               | 56.5  |
| Barbara Brezigar                                               |               | 30.8  |               | 43.5  |
| Zmago Jelinčič Plemeniti - Partit Nacional Eslovè              |               | 8.5   |               |       |
| Franc Arhar                                                    |               | 7.6   |               |       |
| Franc Bučar                                                    |               | 3.2   |               |       |
| Lev Kreft - Llista Unida de Socialdemòcrates                   |               | 2.2   |               |       |
| Anton Bebler - Partit Democràtic dels Pensionistes d'Eslovènia |               | 1.8   |               |       |
| Gorazd Drevenšek - Nova Eslovènia – Partit Cristià Popular     |               | 0.9   |               |       |
| Jure Jurček Cekuta                                             |               | 0.5   |               |       |
| Total (participació 71.3 resp. 65.2%)                          |               | 100.0 |               | 100.0 |
| Font: Center Vlade za informatiko                              |               |       |               |       |